# Paceco
Paceco es una localidad italiana de la provincia de Trápani, región de Sicilia, con 11.420 habitantes.

Ubicación de la ciudad de Paceco dentro de la provincia de Trápani.

## Evolución demográfica
| Gráfica de evolución demográfica de Paceco entre 1861 y 2001 |
|                                                              |
| Fuente ISTAT - Elaboración gráfica por parte de Wikipedia    |